# Гербовый сбор
Ге́рбовый сбор нало́га на зе́млю (англ. Stamp Duty Land Tax или SDLT) — в Великобритании налог, взимаемый при приобретении недвижимости и земли, а также при покупке ценных бумаг. Относится к разряду пошлин и взимается путём обязательного в определенных случаях употребления изготовленной государством клейменой бумаги, оплачиваемой гораздо выше действительной её стоимости, или же накладывания на простую бумагу специальной марки, покупаемой у государства.
Ставка налога зависит от стоимости недвижимости или земли. Если до 4 декабря 2014 гербовый сбор рассчитывался по нескольким стандартным ставкам, то после появилась прогрессивная шкала налогообложения.
Ставка налога на жильё в евро:
| Стоимость объекта       | Стандартная ставка | Второе и инвестиционное жилье |
| ----------------------- | ------------------ | ----------------------------- |
| до 125.000              | 0 %                | 3 %                           |
| от 125.000 до 250.000   | 2 %                | 5 %                           |
| от 250.001 до 925.000   | 5 %                | 8 %                           |
| от 925,001 до 1.500.000 | 10 %               | 13 %                          |
| свыше 1,500.000         | 12 %               | 15 %                          |